# 高楼镇 (庆城县)
高楼乡，是中华人民共和国甘肃省庆阳市庆城县下辖的一个乡镇级行政单位。

## 行政区划
高楼乡下辖以下地区：
杨塬村、雷岘子村、高楼村、太乐沟村、苏店村、丁堡村和花村。